# Stadionul Ilie Oană (1937)
Stadionul Ilie Oană a fost un stadion multifuncțional din Ploiești, România. Acesta a fost folosit în principal pentru meciuri de fotbal și a fost terenul propriu al echipei Petrolul Ploiești. Stadionul putea găzdui până la 14.000 de persoane înainte de a fi demolat. Stadionul a fost numit după Ilie Oană, un jucător și antrenor internațional român.
Stadionul a fost demolat în întregime pentru a se construi un nou stadion, care a fost inaugurat în septembrie 2011.

## Istorie
A fost construit de municipalitatea Ploiești în perioada anilor 1934-1937. Edificiul sportiv cuprindea pe atunci: o tribună din beton armat cu o capacitate de 5000 de locuri(tribuna I) și o tribună din lemn(pe locul actualei tribune a doua) pentru circa 3500 de persoane. Al doilea grup de construcții îl forma pavilionul acoperit care cuprindea o sală de gimnastică, sală de tir și sală de popice. In numai trei luni ale verii anului 1955 s-au construit peluzele si tribuna a II-a din beton armat. Stadionul a ajuns la o capacitate de 18.000 locuri, dar la nevoie au intrat si 20-25.000 oameni. In jurul anului 1980 stadionului i-au mai fost adaugate locuri in partea dintre tribuna a II-a si gardul de protectie.
În luna decembrie a anului 2009, s-au început lucrările de demolare a stadionului, fiind demolat complet în 2010 . Pe aceeași locație s-a construit, de la zero, actualul stadion Ilie Oana, cu o capacitate de 15.500 locuri, un stadion modern, total acoperit

### Fotogalerie

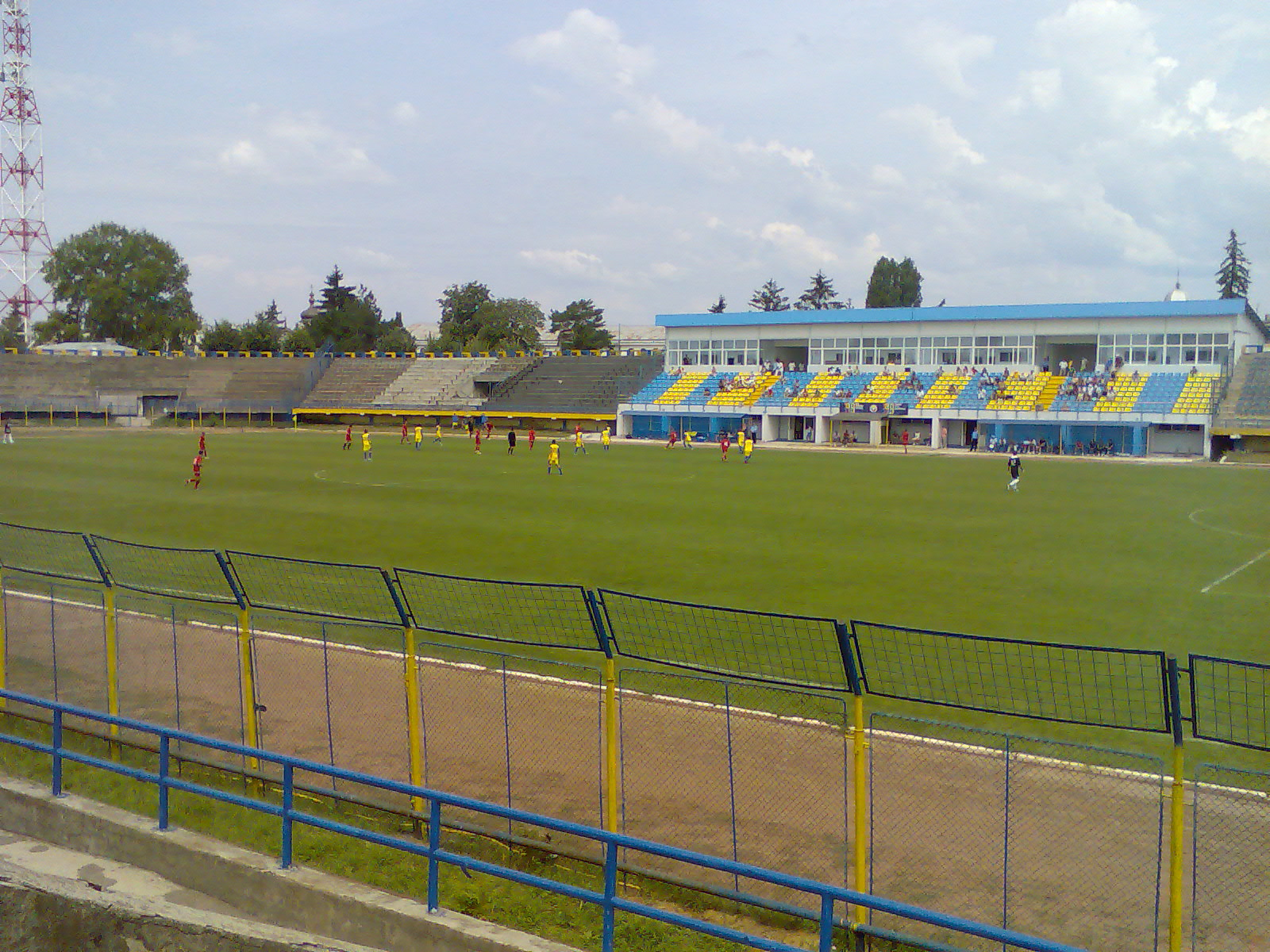
Vechea Tribună 1 şi actuala Tribună 0
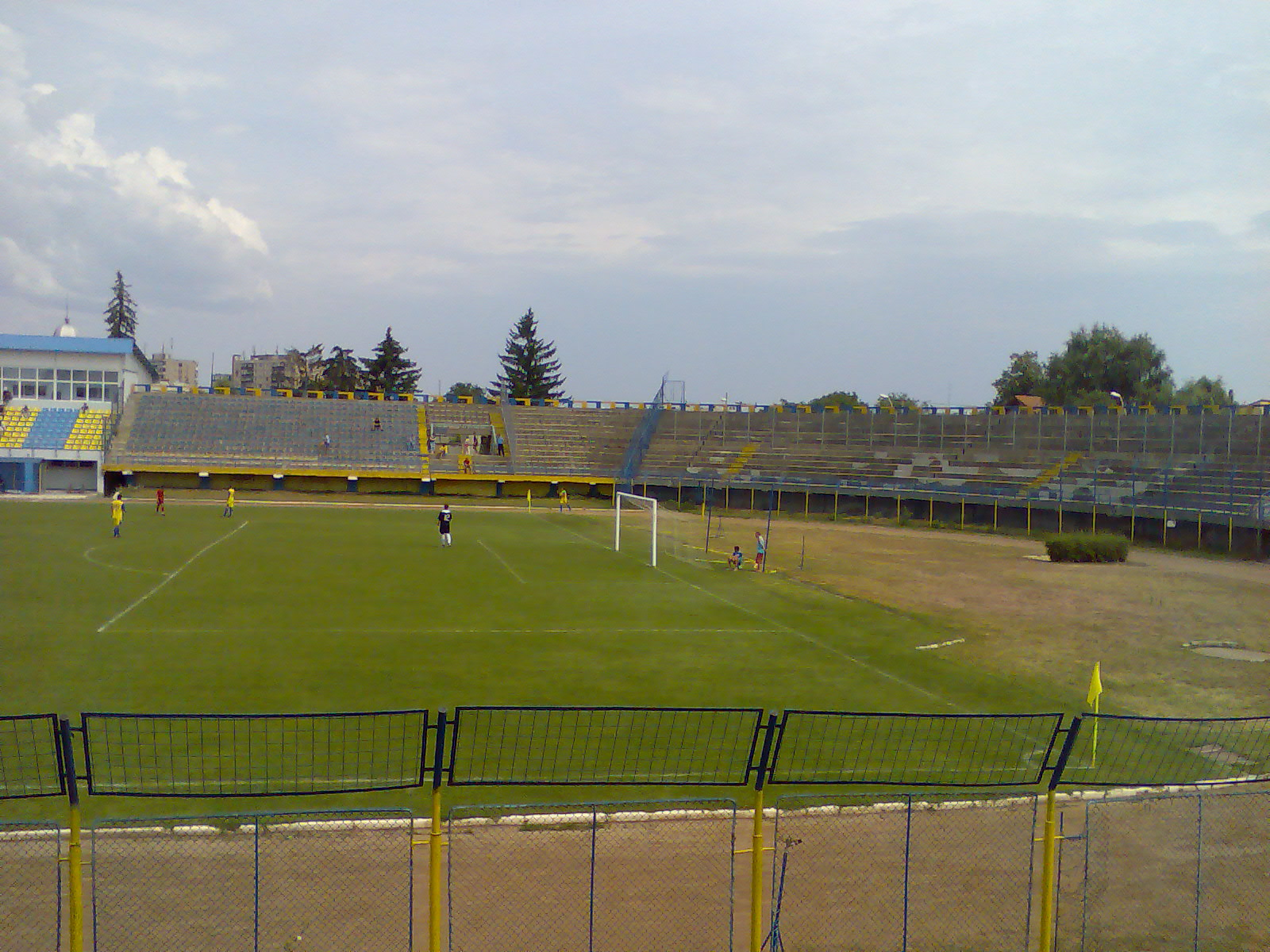
Vechea Tribună 1
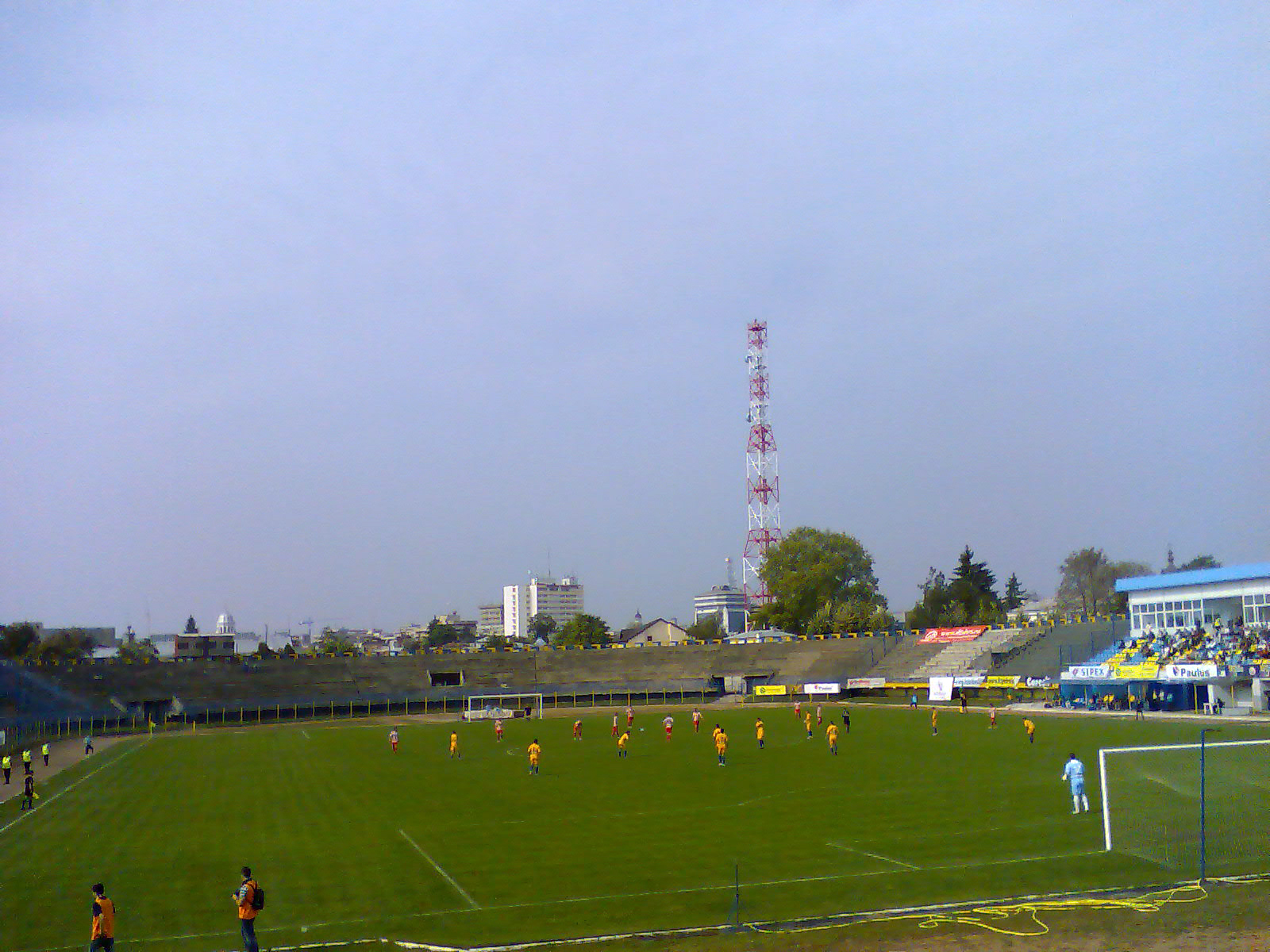
Vechea Peluză Sud
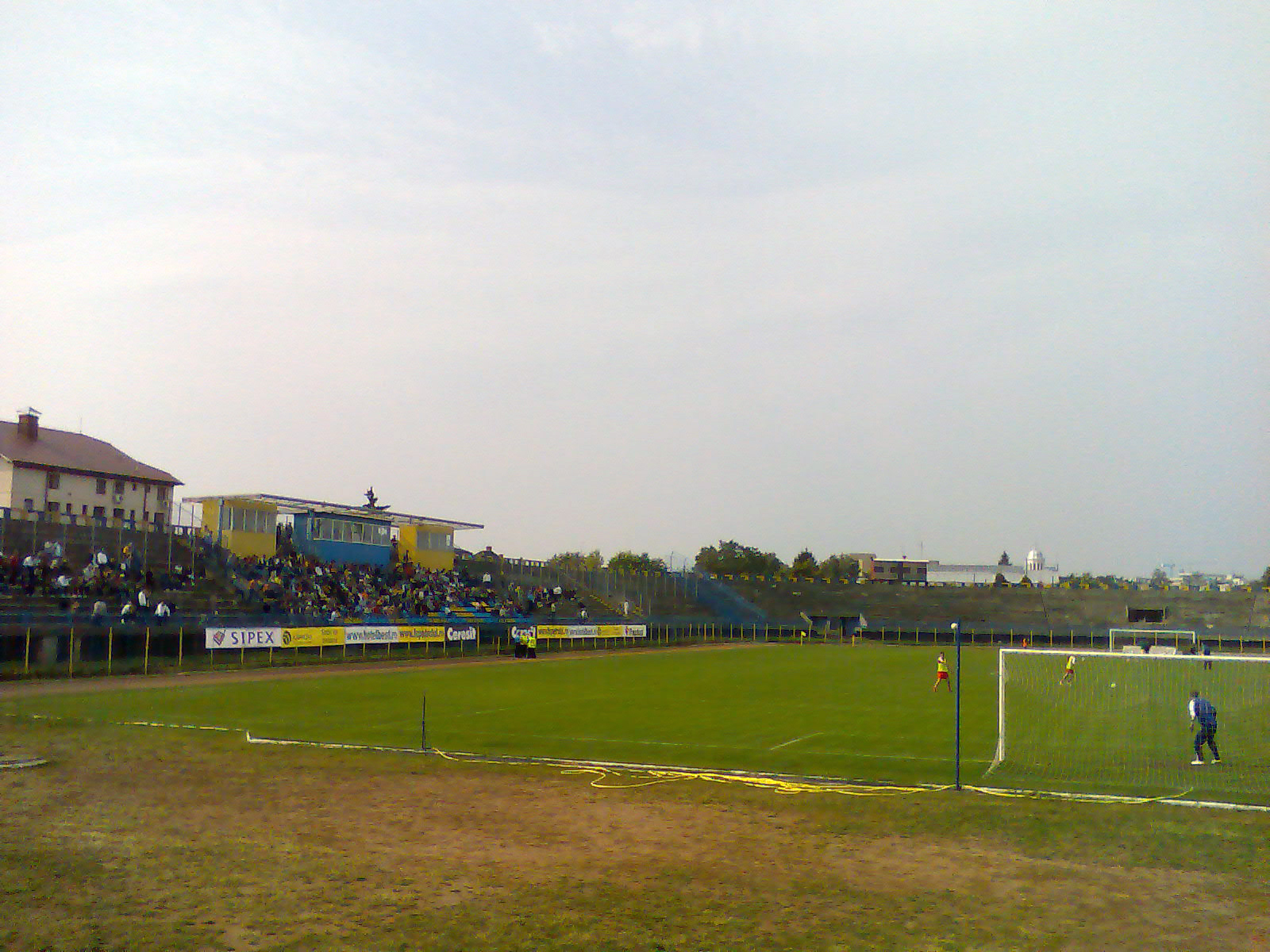
Vechea Peluză Sud şi vechea Tribună a 2-a